# Sarah Michelle Gellar

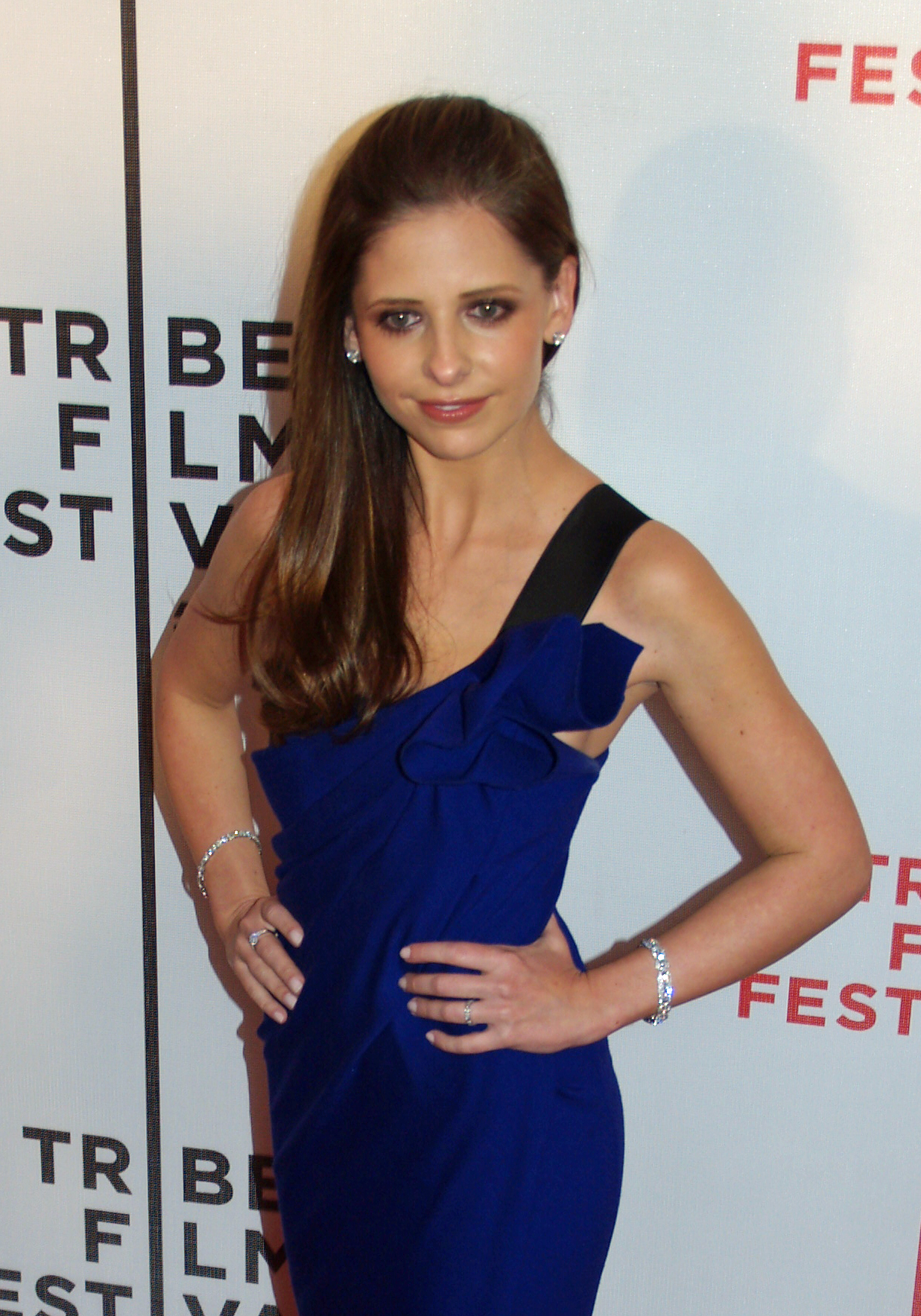
Sarah Michelle Gellar (2007)

Sarah Michelle Gellar Prinze (ur. 14 kwietnia 1977 w Nowym Jorku) – amerykańska aktorka, producentka i przedsiębiorczyni.

## Życiorys

### Wczesne lata
Urodziła się w Nowym Jorku w rodzinie Żydów aszkenazyjskich jako jedyne dziecko Roselleny (z domu Greenfield), nauczycielki w przedszkolu, i Arthura Gellara, pracownika odzieżowego. Jej ojciec był rosyjskim Żydem, a jej dziadkowie ze strony matki byli węgierskimi imigrantami żydowskimi. W 1984, kiedy miała siedem lat, jej rodzice rozwiedli się i była wychowywana przez matkę na Manhattanie w Upper East Side. Gellar była zawodową łyżwiarką figurową, kiedyś zajęła trzecie miejsce na regionalnych zawodach w stanie Nowy Jork, a także miała czarny pas w taekwondo. Otrzymała częściowe stypendium na naukę w Columbia Grammar & Preparatory School, ponieważ jej matka nie była w stanie zapłacić pełnego czesnego. Uczęszczała do Fiorello H. LaGuardia High School of Music & Art and Performing Arts. W 1995 ukończyła nowojorską Professional Children’s School.

### Kariera
W wieku czterech lat została odkryta przez agenta w restauracji na Manhattanie. Wkrótce wzięła udział w reklamach, w tym Burger King (1982), i podpisała kontrakt na swoją pierwszą rolę Jennifer Bianchi w dramacie telewizyjnym CBS An Invasion of Privacy (1983) boku Valerie Harper, Carol Kane i Jeffa Danielsa. Przełomem w jej karierze była rola Kendall Hart w telenoweli Wszystkie moje dzieci, za którą dostała nagrodę Emmy. W 1997 zaczęła grać Buffy Summers w serialu telewizyjnym Buffy, postrach wampirów, za którą została nominowana do Złotego Globu
. W tym samym roku zagrała w jej pierwszych kinowych horrorach - Koszmar minionego lata i Krzyk 2. W 1999 zagrała w filmach Nieodparty urok i Szkoła uwodzenia jako Kathryn Merteuil.

## Życie prywatne
Od 1 września 2002 jej mężem jest aktor Freddie Prinze Jr. W piątą rocznicę ślubu Gellar oficjalnie przyjęła jego nazwisko.
19 września 2009 przyszła na świat ich córka Charlotte Grace. Mają także syna Rocky’ego Jamesa urodzonego 23 września 2012.

## Filmografia
- 1993–1995; 2011: Wszystkie moje dzieci (All My Children) jako Kendall Hart; pacjentka
- 1996–2003: Buffy: Postrach wampirów (Buffy the Vampire Slayer) jako Buffy Summers
- 1997: Robinsonowie z Beverly Hills (Beverly Hills Family Robinson) jako Jane Robinson
- 1997: Koszmar minionego lata (I Know What You Did Last Summer) jako Helen Shivers
- 1997: Krzyk 2 (Scream 2) jako Cici Cooper
- 1999: Cała ona (She's All That) jako dziewczyna w kafejce
- 1999: Nieodparty urok (Simply Irresistible) jako Amanda Shelton
- 1999: Szkoła uwodzenia (Cruel Intentions) jako Kathryn Merteuil
- 2000: Seks w wielkim mieście (Sex and the City) gościnnie jako Debbie
- 2002: Scooby-Doo jako Daphne Blake
- 2004, 2012: Simpsonowie (The Simpsons) gościnnie jako Gina (głos)
- 2004: Scooby-Doo 2: Potwory na gigancie (Scooby Doo 2: Monsters Unleashed) jako Daphne Blake
- 2004: The Grudge – Klątwa (The Grudge) jako Karen
- 2005–07, 2009, 2011-12, 2014, 2018: Robot Chicken (różne głosy)
- 2006: Klątwa 2 (The Grudge 2) jako Karen
- 2007: Happy Wkręt (Happily N’Ever After) jako Ella
- 2007: Wojownicze Żółwie Ninja (Teenage Mutant Ninja Turtles) jako April O'Neil
- 2007: Odwrócić przeznaczenie (The Air I Breathe) jako Smutek
- 2007: Dziewczyna z przedmieścia (Suburban Girl) jako Brett Eisenberg
- 2008: Opętany (Possession) jako Jessica
- 2009: Weronika postanawia umrzeć (Veronika Decides to Die) jako Veronika
- 2010: The Wonderful Maladys jako Alice Malady
- 2011–2012: Amerykański tata (American Dad!) jako Phyllis, Jenny (głos)
- 2011–2012: Ringer jako Bridget Kelly/Siobhan Martin
- 2013–2014: Przereklamowani jako Sydney Roberts
- 2015–2016: Star Wars: Rebelianci jako Seventh Sister (głos)
- 2016: Cruel Intentions jako Kathryn Merteuil (niewykorzystany pilot serialu)

## Nagrody
- 1994: Wszystkie moje dzieci: Nagroda Emmy – najlepsza aktorka w serialu lub filmie telewizyjnym
- 1995: Wszystkie moje dzieci: Nagroda Emmy – najlepsza aktorka w serialu lub filmie telewizyjnym
- 1995: Wszystkie moje dzieci: Young Artist Award (nominacja) – najlepsza aktorka drugoplanowa w serialu lub filmie telewizyjnym
- 1997: Koszmar minionego lata: Saturn – najlepsza aktorka w horrorze
- 1998: Koszmar minionego lata: MTV Movie Award (nominacja) – najlepszy debiut
- 1998: Krzyk 2: MTV Movie Award (nominacja) – najlepsza aktorka drugoplanowa
- 1999: Szkoła uwodzenia: MTV Movie Award – najbardziej pożądana kobieta
- 1999: Buffy: Postrach wampirów: Nagroda Główna Saturn – najlepsza aktorka w serialu lub filmie telewizyjnym
- 1999: Buffy: Postrach wampirów: Young Artist Award – najlepsza aktorka w serialu lub filmie telewizyjnym
- 2000: Nieodparty urok: MTV Movie Award – najlepsza aktorka
- 2000: Nieodparty urok: MTV Movie Award (nominacja) – nagroda dla zespołu aktorskiego
- 2000: Szkoła uwodzenia: Nagroda Główna MTV Movie Award – najlepszy pocałunek w filmie (z Selmą Blair)
- 2000: Szkoła uwodzenia: Nagroda Główna MTV Movie Award – najlepsza rola kobieca
- 2000: Szkoła uwodzenia: MTV Movie Award (nominacja) – najlepszy czarny charakter
- 2001: Buffy: Postrach wampirów: Złoty Glob (nominacja) – najlepsza aktorka w serialu lub filmie telewizyjnym
- 2001: Buffy: Postrach wampirów: Saturn (nominacja) – najlepsza aktorka w serialu lub filmie telewizyjnym
- 2001: Buffy: Postrach wampirów: Złoty Glob – najlepsza aktorka w serialu lub filmie telewizyjnym
- 2002: Buffy: Postrach wampirów: Saturn – najlepsza aktorka w serialu lub filmie telewizyjnym
- 2002: Scooby Doo: MTV – najlepsza rola
- 2003: Buffy: Postrach wampirów: Saturn (nominacja) – najlepsza aktorka w serialu lub filmie telewizyjnym
- 2004: Buffy: Postrach wampirów: Saturn (nominacja) – najlepsza aktorka w serialu lub filmie telewizyjnym
- 2005: The Grudge – Klątwa: MTV Movie Award – najlepsza przerażona rola